# 敦煌 (小说)
敦煌（とんこう）是井上靖的歷史小説。由講談社初版，現行版为新潮文庫重版。以莫高窟发现的敦煌文献的由来为主題。
本书是井上靖一系列「西域小説」的代表作。1960年，本作与《楼蘭》荣获每日艺术奖。

## 内容简介
北宋仁宗时代，主人公赵行德来到首都开封参加殿试。但是他在考试的等待时间中打瞌睡，错过了考试。
带着失望感的他在开封的街道徘徊，因为看不下去一个西夏女子被屠宰，便“买下”了女子。女子把一张写有西夏文字的布条交给赵行德。他对于这个神秘的文字和国家抱有极大的好奇，于是朝着西域出发了……

## 関連項目
- 敦煌文献
- 莫高窟
- 敦煌学
- 西夏
- 西夏文字